# Canadian Immigrant
Canadian Immigrant est un magazine mensuel gratuit, de langue anglaise, à destination des nouveaux immigrants au Canada.  Il est disponible chez les commerçants, dans les rayons de presse gratuite des kiosques à journaux ou dans les traditionnelles boîtes à journaux de rue.
Fondé en 2004 par Nick Noorani, un canadien d'origine indienne, propriété depuis 2006 du groupe de presse Torstar, qui publie le quotidien canadien anglophone Toronto Star, il est distribué dans les deux grandes métropoles du Canada anglais que sont le Grand Toronto, en Ontario, et le Grand Vancouver, en Colombie-Britannique.